# Pług wahadłowy

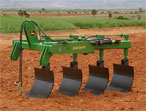
Pług wahadłowy

Pług wahadłowy – rodzaj pługa do orki bezzagonowej. Jest to pług, w którym korpusy płużne mogą być ustawiane hydraulicznie do pracy prawo- lub lewostronnej.
Pługi wahadłowe, wraz z pługami obracalnymi, przeznaczone są do orki bezzagonowej. Jednak w przeciwieństwie do pługów obracalnych, które mają podwójne korpusy płużne, pługi wahadłowe posiadają tylko jeden zestaw korpusów. Mają też bardziej zwartą oraz trwałą budowę i nie zawierają skomplikowanego mechanizmu obrotowego.
Konstrukcja korpusu pługa wahadłowego jest inna niż w klasycznych pługach lemieszowych – odkładnica cylindryczna nie ma charakterystycznego wygięcia, zaś lemiesz jest dwustronny. Korpus tego rodzaju daje możliwość podcinania i odkładania skiby w obie strony względem kierunku ruchu maszyny. Umożliwia to rama wychylna, połączona przegubowo z ramą główną, której położenie zmieniane jest siłownikiem hydraulicznym zasilanym z zewnętrznego układu hydraulicznego ciągnika. Ramę można wychylać w prawo lub lewo od kierunku ruchu agregatu, uzyskując zmianę kierunku odkładania skib.
Odkładnice w pługach wahadłowych, krótsze niż w klasycznych, nie prowadzą skiby do całkowitego odwrócenia, lecz nadają jej rozpęd potrzebny do odwrócenia. W celu zmniejszenia oporów gleby odkładnica może być pokryta tworzywem sztucznym, wzmocnionym listwami i płytkami.